# Matzlesschlag
Matzlesschlag (früher auch Matzschlag) ist eine Ortschaft und eine Katastralgemeinde der Marktgemeinde Windigsteig im Bezirk Waidhofen an der Thaya im niederösterreichischen Waldviertel mit 48 Einwohnern (Stand 1. Jänner 2024).

## Geografie
Das links des Thauabaches gelegene Dorf wird von der Landesstraße L8106 erschlossen, die südlich des Ortes die Waldviertler Straße kreuzt. Der Ort wird von der Trasse der Franz-Josefs-Bahn zerschnitten. Am 1. April 2020 umfasste die Ortschaft 21 Adressen.

## Geschichte
Der Ortsname bezieht sich vermutlich auf Azzo von Gobatsburg, den Stammvater der Kuenringer; der Ort wurde 1150 erstmals urkundlich erwähnt, als Heinrich von Kamegg mit dem Bischof Konrad von Passau Zehente tauschte. Später kam der Ort an das Stift Zwettl, dann kurz an die Strein zu Schwarzenau, danach zur Pfarre Großhaselbach und wurde später mit dem Stiftsgut Neunzen vereinigt, das 1530 von Maximilian Leißer erworben wurde.
Im Jahr 1822 wurde der Ort als Dorf mit 19 Häusern genannt, das nach Windigsteig  eingepfarrt war, wohin auch die Kinder eingeschult wurden. Die Herrschaft Neunzen zu Großpoppen besaß die Ortsobrigkeit, besorgte die Konskription und hatte die Grundherrschaft inne. Die Landgerichtsbarkeit wurde von der Herrschaft Schwarzenau ausgeübt. Laut Adressbuch von Österreich waren im Jahr 1938 in Matzlesschlag ein Gastwirt, ein Müller und ein Schmied ansässig.